# Lamenay-sur-Loire
Lamenay-sur-Loire är en kommun i departementet Nièvre i regionen Bourgogne-Franche-Comté i de centrala delarna av Frankrike. Kommunen ligger i kantonen Dornes som tillhör arrondissementet Nevers. År 2022 hade Lamenay-sur-Loire 68 invånare.

## Befolkningsutveckling
Antalet invånare i kommunen Lamenay-sur-Loire
| Referens: INSEE |